# گوگل دسکتاپ

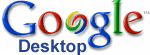
یک نرم‌افزار کاوشگر دسکتاپ که توسط گوگل برای لینوکس، ویندوز و مک اواس ده ساخته شده است.

گوگل دسکتاپ (به انگلیسی: Google Desktop) یک نرم‌افزار کاوشگر دسکتاپ است که توسط گوگل برای لینوکس، ویندوز و مک اواس ده ساخته شده است. این برنامه جستجو در نامه‌های الکترونیکی، پرونده‌های رایانه، پرونده‌های موسیقی، عکس‌ها، صفحات وب دیده‌شده و دیگر گجت‌های گوگل را پشتیبانی می‌کند.
بر طبق اعلام وب‌نوشت رسمی گوگل دسکتاپ، این پروژه از تاریخ ۱۴ سپتامبر ۲۰۱۱ کاملاً کنار گذاشته شد و دیگر برای بارگیری در دسترس نخواهد بود، ضمن اینکه به‌روزرسانی نسخه‌های کنونی آن (به منظور رفع مشکلات یا ویژگی‌های تازه) نیز متوقف گشت.